# Hørpalme-slægten
Hørpalme-slægten (Trachycarpus) er en lille slægt med ni arter i Østasien. Det er viftepalmer med langstilkede blade, der spaltes ud i en afrundet vifte af lancetformede småblade. Her omtales kun den ene art, som kan dyrkes i Danmark.
| Beskrevne arter |

- Hørpalme (Trachycarpus fortunei)

| Andre arter |

- Trachycarpus geminisectus
- Trachycarpus latisectus
- Trachycarpus martianus
- Trachycarpus nanus
- Trachycarpus oreophilus
- Trachycarpus princeps
- Trachycarpus takil
- Trachycarpus ukhrulensis